# Ак-Суу (Лейлекский район)

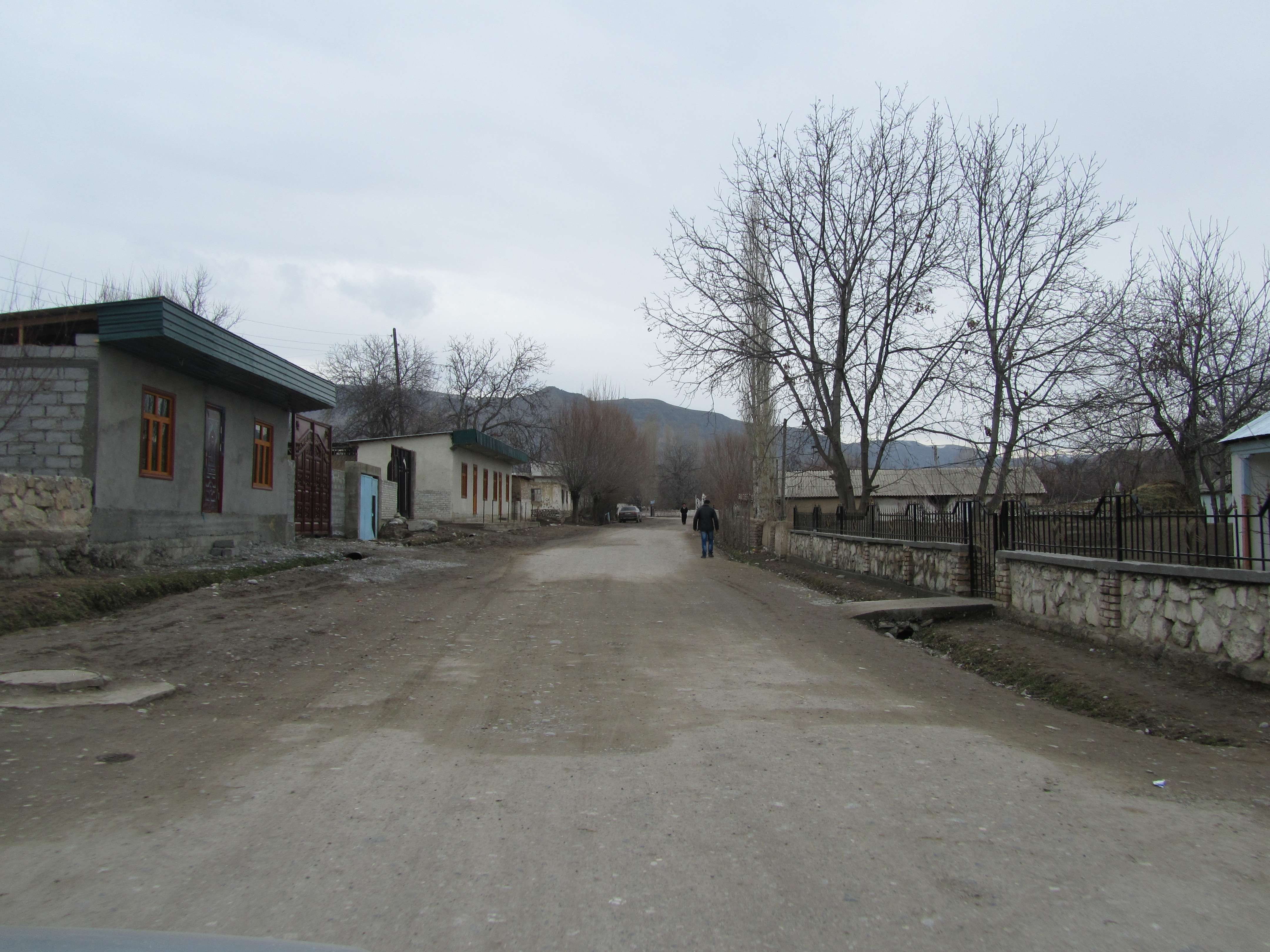
Ак-Суу

Ак-Суу (кирг. Ак-Суу) — село в Лейлекском районе Баткенской области Кыргызстана. Административный центр Ак-Сууского аильного округа.
Расположено на юго-западе Кыргызстана, вблизи границы с Таджикистаном вдоль реки Ак-Суу, притока р. Сырдарья. Окружено скальными пиками высотой до 5500 м и со стенами до 1500 м высшей категории трудности. Находится в зоне схода селевых потоков.
Согласно переписи на начало 2023 года, население Ак-Суу составляло 3 773 человек.